# E.wa riss
Die e.wa riss GmbH & Co. KG ist ein im Jahr 2001 gegründetes Energieversorgungsunternehmen mit Sitz in Biberach an der Riß, das sich auf die Versorgung von privaten Haushalten, Unternehmen, Gewerbebetrieben sowie Gemeinden und Städten in Biberach und der Region Oberschwaben spezialisiert hat. Als Energielieferant bedient die e.wa riss folgende Geschäftsfelder: Strom, Erdgas, Wasser und Wärme. Sie ist Grund- und Ersatzversorger für Strom in Biberach und für Gas zusätzlich in den umliegenden Orten Ummendorf, Warthausen, Ingoldingen, Maselheim, Schemmerhofen und Mittelbiberach.

## Geschichte

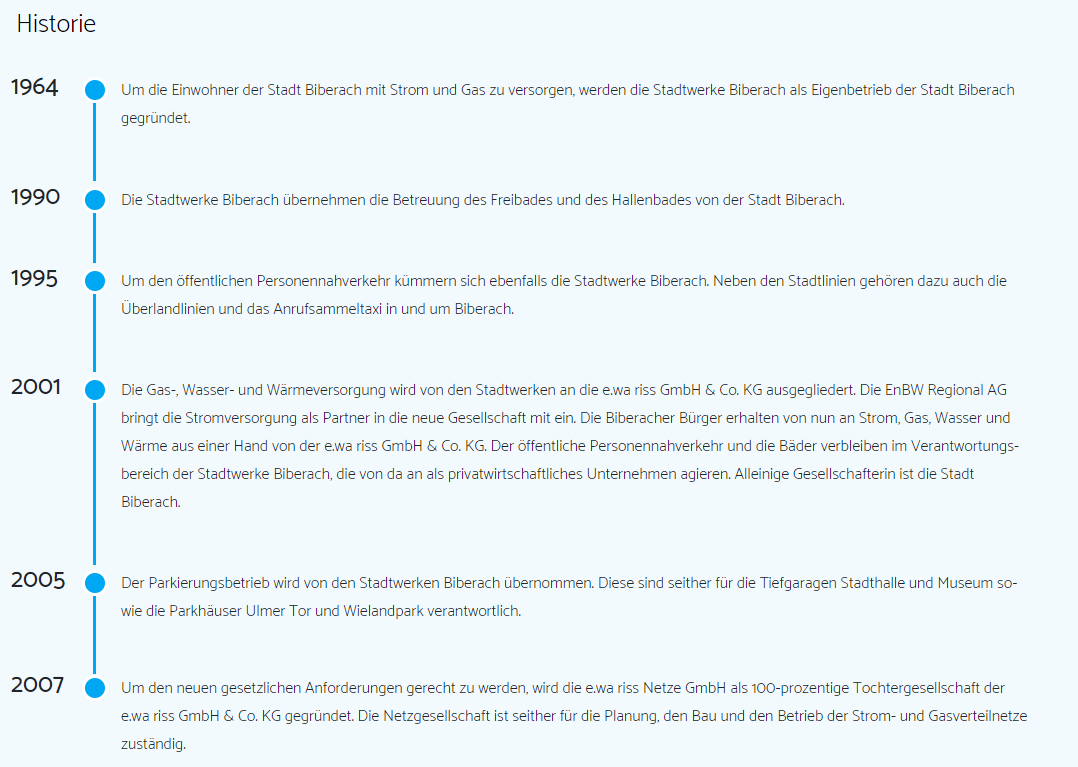
Historie

Die Stadtwerke Biberach wurden ursprünglich als Eigentrieb der Stadt Biberach im Jahr 1964 gegründet, um die lokale Versorgung mit Strom und Gas sicherzustellen. Im Jahr 1990 übernahmen die Stadtwerke zusätzlich die Betreuung des örtlichen Frei- und Hallenbads und erweiterten ihre Services 1995 um die Verantwortung für den öffentlichen Personennahverkehr und das Anrufsammeltaxi. Im Jahr 2001 wurde die Gas- und Wasserversorgung von den Stadtwerken auf die neu gegründete e.wa riss GmbH & Co. KG ausgegliedert. Als zusätzlicher Partner brachte die EnBW Regional AG die Stromversorgung in die Gesellschaft mit ein. Die Bürgerinnen und Bürger von Biberach erhielten fortan Strom, Gas, Wasser und Wärme aus einer Hand, während der öffentliche Personennahverkehr und die Bäder in der Verantwortung der Stadtwerke Biberach blieben. 2007 nahm die e.wa riss GmbH & Co. KG eine strukturelle Anpassung aufgrund neuer regulatorischen Rahmenbedingungen vor, indem sie die e.wa riss Netze GmbH als 100-prozentige Tochter für die Infrastruktur der Strom- und Gasnetze ins Leben rief. Die e.wa riss Netze ist seither für die Planung, den Bau sowie den Betrieb der Strom- und Gasverteilernetze verantwortlich.

## Konzernstruktur

### Rechtsform und Organisationsstruktur

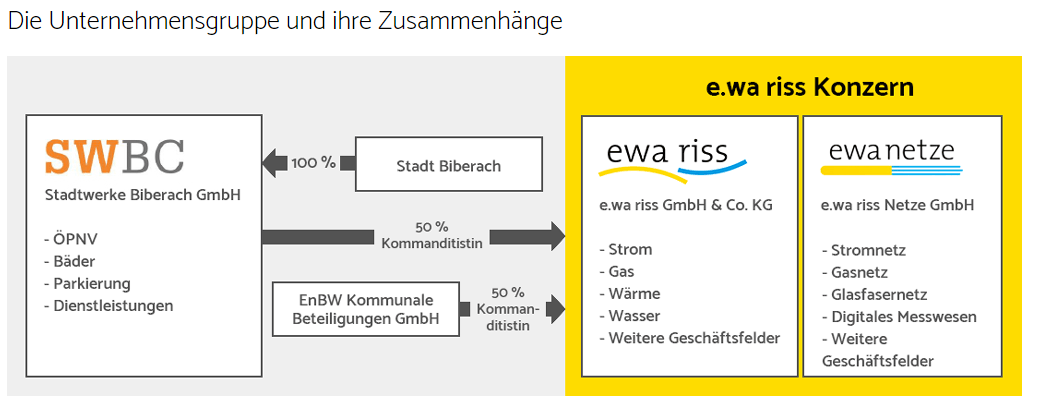
Unternehmensgruppe der e.wa riss

Die e.wa riss ist eine GmbH & Co. KG und somit eine Mischform einer GmbH und einer Personengesellschaft. Die Gesellschafter in Form von Kommanditisten sind dabei zu jeweils 50 % die Stadtwerke Biberach und die EnBW Kommunale Beteiligungen GmbH. Paul-Vincent Abs ist Geschäftsführer der e.wa riss GmbH & Co. KG. Ralf Miller, Erster Bürgermeister der Stadt Biberach, ist gleichzeitig Vorsitzender des Aufsichtsrats.

### Unternehmensgruppe
Die e.wa riss GmbH & Co. KG bildet den Kern des e.wa riss Konzerns, einer Unternehmensgruppe, die eine zentrale Rolle in der Versorgungsinfrastruktur von Biberach einnimmt. Als hundertprozentige Tochter der Stadt Biberach fungieren die Stadtwerke Biberach GmbH (SWBC) als Kommanditist. Der zweite Kommanditist, die EnBW Kommunale Beteiligungen GmbH, hält, wie die Stadtwerke auch 50 Prozent der Anteile an der e.wa riss GmbH & Co. KG. Des Weiteren zählt die e.wa riss Netze GmbH zu 100 % als Tochterunternehmen der e.wa riss, die sich um die Infrastruktur und das Management der Strom- und Gasnetze kümmert. Dieses entflechte Netzwerk ermöglicht es dem e.wa riss Konzern, Versorgungsdienstleistungen nach regulatorischen Rahmenbedingungen zu gewährleisten und dabei die Qualität und Zuverlässigkeit der Dienstleistungen für die Region zu optimieren.

### Weitere Beteiligungen
Seit 2010 ist die e.wa riss GmbH & Co. KG mit einer Beteiligungsoption von 500 kW, an einem Offshore-Windpark von der EnBW in der Ostsee beteiligt. 2011 ging der „Offshore-Windpark Baltic 1“ mit einer Leistung von 50 MW in Betrieb und versorgt mit jährlich rund 185 Millionen Kilowattstunden bis zu 50.000 Haushalte.

## Unternehmensbereiche
Als Energieversorger für Biberach und Oberschwaben übernimmt die e.wa riss verschiedenste Aufgaben rund um Energie und Wasser.

### Strom
Neben der Strom-, Grund- und Ersatzversorgung in Biberach bietet die e.wa riss verschiedene Tarife für Haushalte und Gewerbebetriebe an. Dazu gehören zum Beispiel Tarife mit 100 % zertifizierten Ökostrom aus Erneuerbaren-Energie-Anlagen oder Wärmestrom-Tarife speziell für Nachtspeicherheizungen und Wärmepumpen. Im Jahr 2022 hatte die e.wa riss einen Stromabsatz in Höhe von 95,5 Mio. kWh.

### Gas

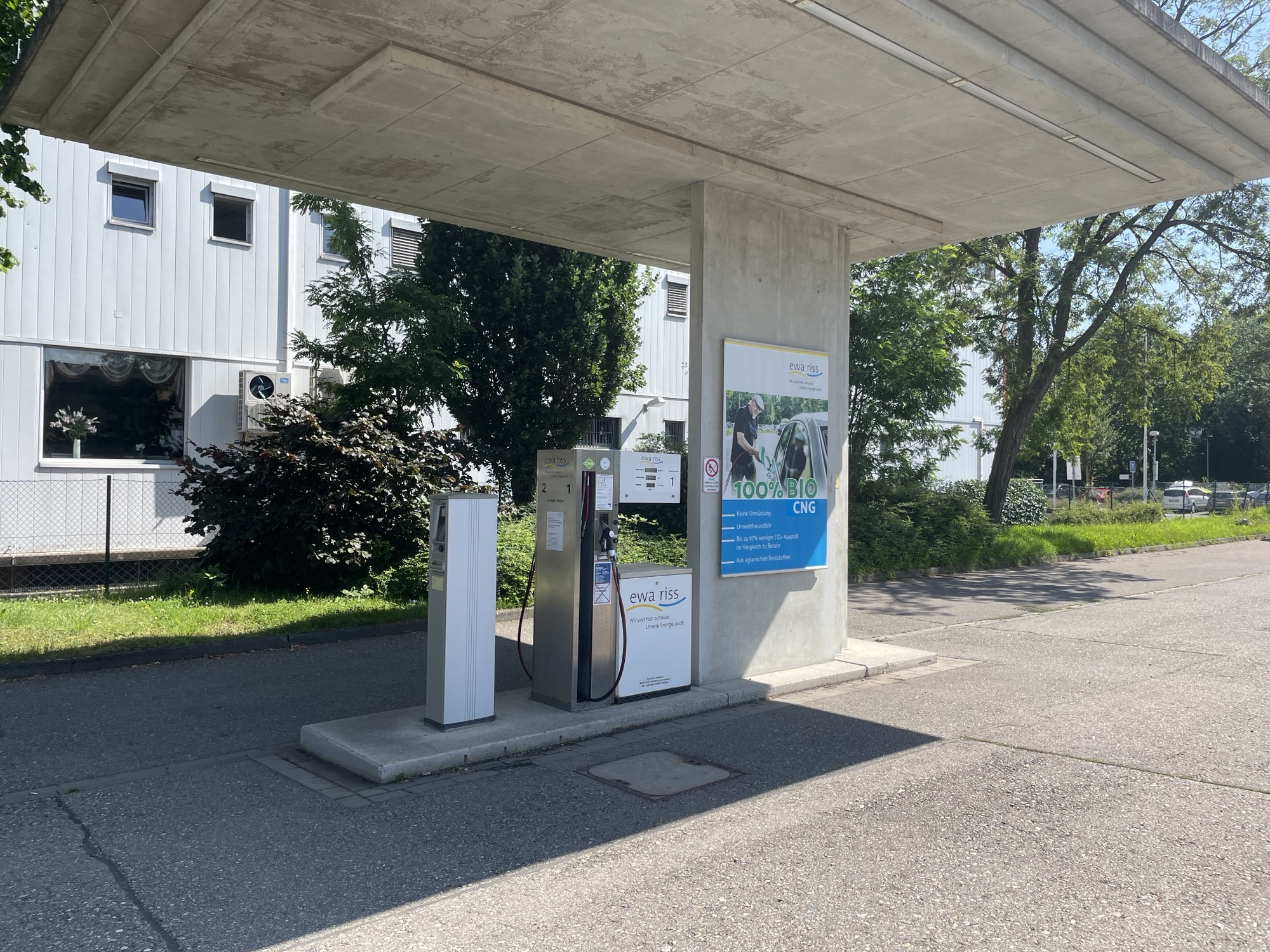
CNG-Tankstelle

Auch im Gas-Bereich fungiert die e.wa riss als Grund- und Ersatzversorger in der Region. Darüber hinaus bietet das Unternehmen Sondertarife für Erdgas und Biogas an. Am Standort in Biberach wird außerdem eine Biomethan-Tankstelle betrieben. Der Gasabsatz 2022 betrug 285,5 Mio. kWh.

### Wasser
Die e.wa riss versorgt insgesamt mehr als 33.000 Menschen mit Trinkwasser in Biberach. Das Wasser stammt dabei größtenteils aus den Grundwasservorräten Appendorf und Wolfental. Zwei Wasser-Hochbehälter dienen als Zwischenstation, in die das Grundwasser gepumpt wird. Die Hochbehälter sind eine wichtige Zwischenstation zur Bevorratung des Trinkwassers und enthalten immer mindestens einen Tagesbedarf an Trinkwasser. Von diesen Hochbehältern aus werden die verschiedenen Zonen in Biberach mit Trinkwasser versorgt. Die Biberacher Innenstadt beispielsweise erhält das Trinkwasser aus dem Hochbehälter Lindele. Die höher gelegenen Stadtteile, wie z. B. die Wohngebiete Talfeld oder Fünf Linden erhalten das Trinkwasser vom Hochbehälter Jordanberg. Der Wasserabsatz betrug im Jahr 2022 rund 2.800 Mio. Liter.

### Wärme
In Biberach betreibt die e.wa riss mehrere Nahwärmeanlagen: Eine Gas- und Holzhackschnitzelanlage versorgt das Wohngebiet Rißegger Steige, eine Gasanlage mit Blockheizkraftwerk das Wohngebiet Fünf Linden. Seit 2016 wird auch eine Kalte Nahwärmeanlage im Wohngebiet Hochvogelstraße betrieben, bei der die Erdwärme mithilfe von Sonden genutzt wird. Im südlichen Teil der Biberacher Innenstadt ist seit 2023 ein neues Wärmeversorgungsnetz installiert, das derzeit stetig weiter ausgebaut wird. Dieses wird größtenteils mit regenerativen Energieträgern gespeist. Daneben betreibt die e.wa riss noch sechs dezentrale Wärmeversorgungen in Wohn- und Geschäftshäusern. 2022 betrug der Wärmeabsatz in Summe 6,4 Mio. kWh.

### Sonstige Dienstleistungen und Unternehmensbereiche
In Kooperation mit einem Partner werden für Kunden sogenannte Balkonkraftwerke, auch Mini-Solaranlagen genannt, angeboten. Diese sind kleiner als gewöhnliche Photovoltaikanlagen und können von Nutzern selbst installiert und angeschlossen werden. Die e.wa riss bietet auf der Homepage die Möglichkeit, sich ausführlich zu informieren und eine Mini-Solaranlage zu erwerben.

## Nachhaltigkeit
Die e.wa riss versorgt einen Teil seiner Kunden mit Ökostrom. Der Strom wird zu 100 % aus zertifizierten regenerativen Quellen gewonnen. Darüber hinaus fördert das Unternehmen den Einsatz von Biomethan und betreibt eine eigene Biomethan-Tankstelle, an der 100 % Bio-CNG getankt werden kann. Im Bereich der Solarenergie engagiert sich die e.wa riss in der Vermarktung von Mini-Solaranlagen. Mini-PV-Anlagen ermöglichen es Privathaushalten, ihren eigenen Strom zu erzeugen und somit einen kleinen Teil zur Dezentralisierung der Energieerzeugung und somit zur Energiewende beizutragen. Darüber hinaus engagiert sich die e.wa riss bei lokalen Nahwärmelösungen, wie beispielsweise die Holzhackschnitzelanlage im Wohngebiet Rißegger Steige oder die Geothermieanlage im Wohngebiet Hochvogelstraße in Biberach.